# Excoecaria cuspidata
Excoecaria cuspidata là một loài thực vật có hoa trong họ Đại kích. Loài này được (Müll.Arg.) Chakrab. & M.Gangop. mô tả khoa học đầu tiên năm 1990.